# Lou Morheim
Lou Morheim (* 25. März 1922 in The Bronx, New York, als Louis Morheim; † 8. September 2013 in Santa Monica, Kalifornien) war ein amerikanischer Drehbuchautor und Filmproduzent. Er ist bekannt als „Vater der glorreichen Sieben“.

## Karriere

### Werk
Morheim debütierte 1948 als Drehbuchautor für Kinofilme und landete ein Jahr später mit Ma and Pa Kettle einen ersten Hit. Die Komödie führte zu sechs Sequels, mit denen Morheim allerdings nichts mehr zu tun hatte, da er es vorzog, für ein neues Medium zu schreiben: Fernsehserien. Mitte der 1950er-Jahre schrieb er über zehn Folgen Sherlock Holmes. Es war die erste und für 50 Jahre einzige Fernsehserie in den USA basierend auf Arthur Conan Doyles Titelfigur. Es folgten Drehbücher für weitere Serien und Fernsehfilme. Große Beachtung fand die Science-Fiction-Serie Outer Limits, für die er 1964 fünf Episoden schrieb, und bei denen er auch als Produzent verantwortlich zeichnete.
Lou Morheim arbeitete ab den 1960er-Jahren oft in der Doppelrolle als Autor und Produzent. Bei der, auch im deutschen Sprachraum ausgestrahlten Western-Serie Big Valley mit Barbara Stanwyck war Morheim bei über 100 Episoden involviert.
In den 1970er-Jahren produzierte er die FBI-Serie Ironside, die in Deutschland unter dem Titel Der Chef ausgestrahlt wurde. Ebenfalls war er Schöpfer und Produzent des Agenten-Thrillers In den Fängen der Madame Sin mit Bette Davis in der Hauptrolle.
Weitere bekannte Filme umfassen Panik in New York mit Paul Hubschmid, Leise weht der Wind des Todes mit Candice Bergen, Oliver Reed und Gene Hackman und sein letzter Film als aktiver Produzent S.O.S. Titanic im Jahr 1979.

### Die glorreichen Sieben
Nachdem Lou Morheim den 1954 erschienenen Film Die sieben Samurai von Akira Kurosawa gesehen hatte, erwarb er für 250 Dollar von der japanischen Toho Company die Remake-Rechte mit dem Ziel, die Geschichte als amerikanischen Western zu produzieren. Nach dem Dreh von Die glorreichen Sieben behauptete Hauptdarsteller Yul Brynner, die Rechte selber erworben zu haben. Und schließlich beanspruchte Regisseur/Produzent John Sturges den Produzententitel für sich allein. Morheim sah sich gezwungen, vor Gericht zu gehen. Es kam zu einem Vergleich. Morheim erhielt den weniger gewichtigen Titel Associate Producer und eine Abfindung in unbekannter Höhe.

### Lehrtätigkeit
Nach seiner Pensionierung wurde Lou Morheim Mitglied der Fakultät am AFI-Konservatorium in Los Angeles. Von 1996 bis 2003 unterrichtete er dort das Fach Drehbuchschreiben für die Masterklassen Screenwriting und Directing.

## Filmographie (Auswahl)

### Als Drehbuchautor
- 1948: Smart Woman
- 1948: Betrug (Larceny)
- 1949: Ma and Pa Kettle
- 1951: Pier 23
- 1951: Piraten von Macao (Smuggler‘s Island)
- 1953: Panik in New York (The Beast from 20,000 Fathoms)
- 1954/55: Sherlock Holmes (TV-Serie)
- 1956: Rumble on the Docks
- 1957: The Tijuana Story
- 1959: The Last Blitzkrieg
- 1962: Rawhide (TV-Serie)
- 1963: G.E. True (TV-Serie)
- 1964: The Outer Limits (TV-Serie)
- 1966–1968: The Big Valley (TV-Serie)
- 1969: The Immortal (TV-Serie)
- 1970: Wild Women
- 1971: Leise weht der Wind des Todes (The Hunting Party)
- 1972: In den Fängen der Madame Sin (Madame Sin)
- 1975: Bronk (TV-Serie)

### Als Produzent
- 1960: Die glorreichen Sieben (The Magnificent Seven)
- 1962–1963: Combat! (TV-Serie)
- 1964: The Outer Limits (TV-Serie)
- 1964: The Unknown (TV-Film)
- 1965–1969: The Big Valley (TV-Serie, 112 Episoden)
- 1969: The Immortal (TV-Serie)
- 1970: Wild Women
- 1970: Quarantined
- 1971: Leise weht der Wind des Todes (The Hunting Party)
- 1972: In den Fängen der Madame Sin (Madame Sin)
- 1972–1974: Der Chef (Ironside) (TV-Serie)
- 1973: Scream, Pretty Peggy
- 1974: A Cry in the Wilderness
- 1974: Skyway to Death
- 1974–1975: Petrocelli (TV-Serie)
- 1978: Devil Dog: The Hound of Hell
- 1978: Ring of Passion
- 1979: S.O.S. Titanic